# Dabur
Dabur est une entreprise indienne spécialisée dans la médecine ayurvédique, basée à Ghaziabad. 